# Atskuri
Atskuri (en georgiano: აწყური) es un pueblo de Georgia ubicado en el oeste de la región de Mesjetia-Yavajetia, parte del municipio de Ajaltsije.   

## Toponimia
Aksuri significa en georgiano lugar acuoso, un lugar de agua.

## Geografía
Atskuri se encuentra en la desembocadura del río Abanosgueli a orillas del río Kurá, a 22 km de Ajaltsije.  

## Historia
La eparquía de Atskuri es una de las eparquías más antiguas de Georgia. El primer obispo cuyo nombre nos ha llegado es José en el siglo VI. Según fuentes georgianas, durante la campaña del emperador bizantino Heraclio (siglo VII), aquí se construyó el trono.
Atskuri era una de las ciudades más antiguas de Georgia. El nombre anterior era Sosangeti (en georgiano: სოსანგეთი), aunque también se encuentra en fuentes georgianas con el nombre de Tskveri. El sitio se menciona en los anales por primera vez a mediados del siglo XI. En la baja Edad Media, Aksuri era el centro político de Mesjetia y la sede del linaje feudal Samdzivari. También se consideró un punto importante durante el largo período de existencia del principado de Mesjetia.
En la segunda mitad del siglo XVI, Atskuri fue ocupada por el Imperio otomano y se consideraba un pueblo pequeño. En él se situó la frontera del Imperio otomano y se dispuso la oficina de aduanas. En 1829, por el tratado de Adrianópolis, Atskuri fue transferida al Imperio ruso y entró en la recién creada mazra de Ajaltsije.
En los años 30 del siglo XIX, la población de Atskurise vació de un gran número de georgianos: algunos murieron en la guerra, otros se fueron al extranjero. "En 1830, 166 familias de armenios de Erzurum se establecieron en Atskuri"... conocieron a 461 familias de musulmanes georgianos y 31 familias de judíos. "Los colonos recién asentados no se mezclarán con la población local. La población local vivía principalmente en el lado derecho del río Kurá, y los nuevos colonos, en el lado izquierdo del Kurá".

## Demografía
La evolución demográfica de Atskuri entre 2002 y 2014 fue la siguiente:
| 1984                                            | 1539 |
| (Fuente: Population of Georgia in Soviet times) |      |

Según el censo de 2014, el 97,2% de la población son georgianos y el 2,5%, armenios.

## Infraestructura

### Arquitectura, monumentos y lugares de interés
Hoy, las ruinas de la catedral de Atskuri, que era la iglesia más grande de Georgia en términos de área. Se distinguen dos capas en las ruinas: las de los siglos X-XI y las de los siglos XIII-XIV. La cúpula y todas las cámaras se han derrumbado, las partes superiores de la pared también han sido destruidas. El templo de Atskuri fue dañado muchas veces por terremotos y ha sido reconstruido. Parece que el monumento fue finalmente destruido en los últimos años del dominio otomano. También se conservan las ruinas de otra iglesia de los siglos X-XIII. 

### Transporte
Atskuri está en la carretera de Gori a Ajaltsije. 

## Galería

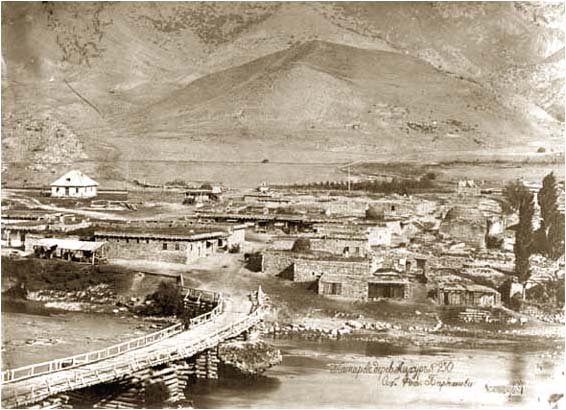
Atskuri en el siglo XIX
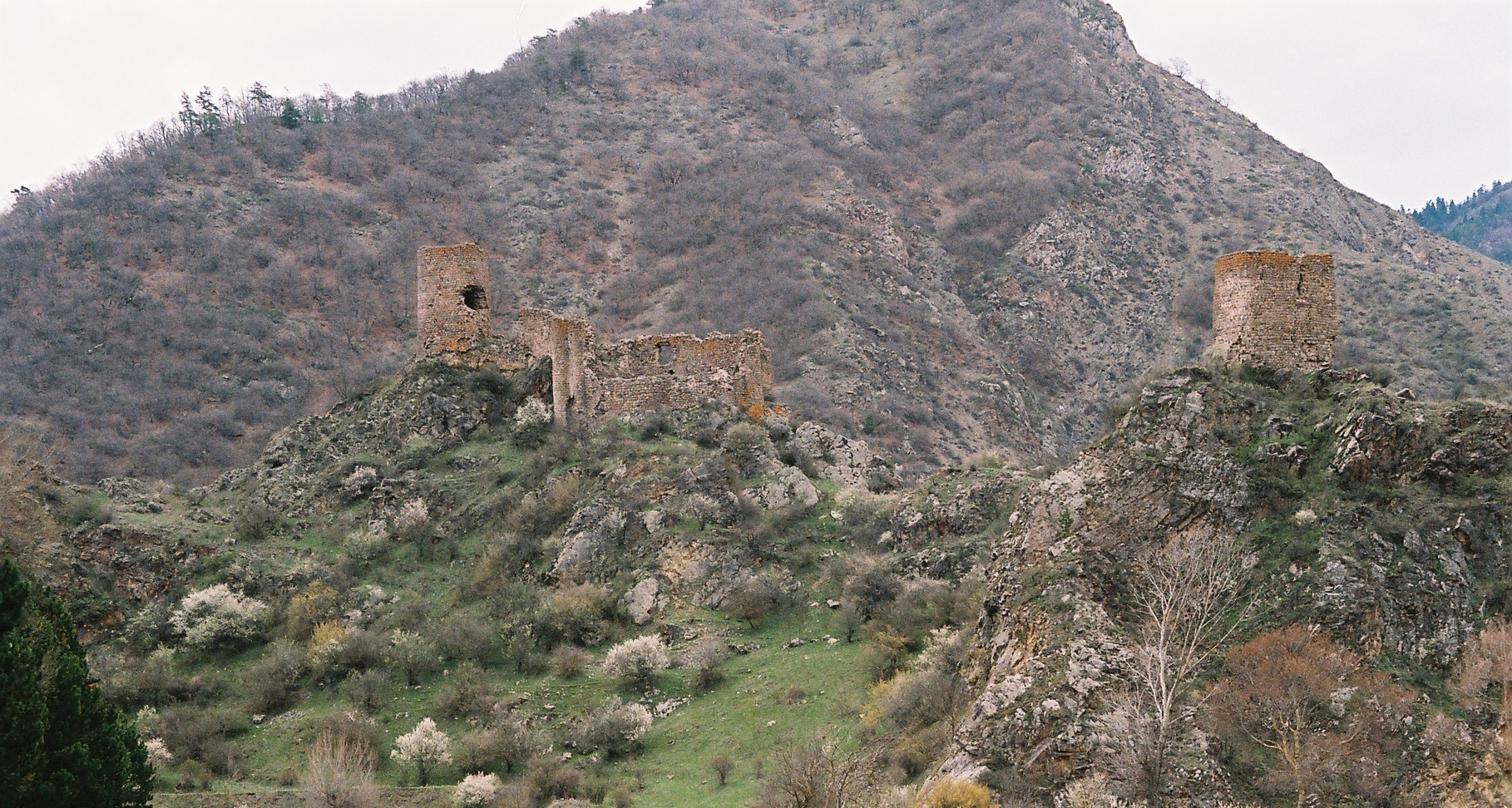
Fortaleza de Atskuri
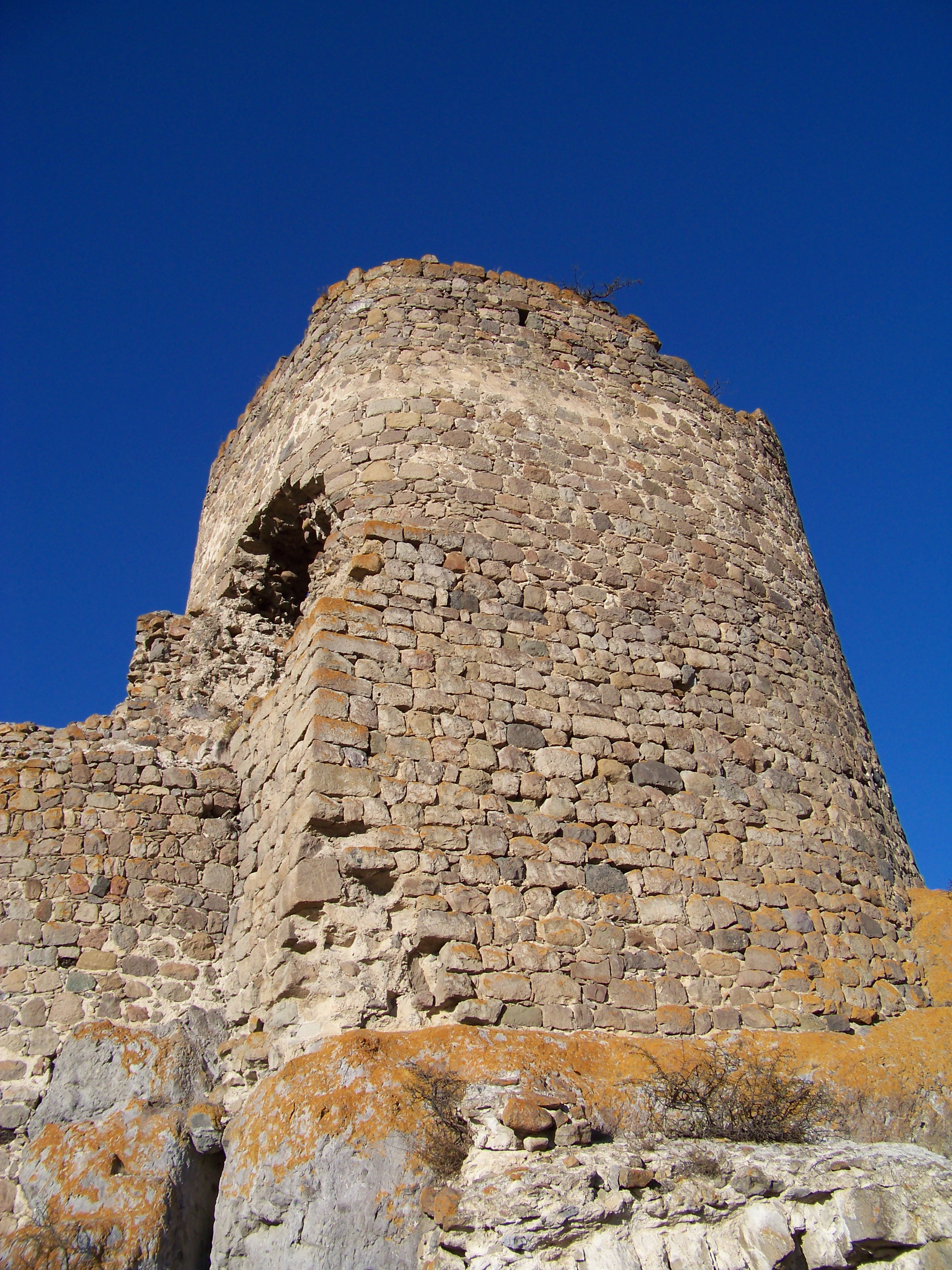
Torre de la fortaleza
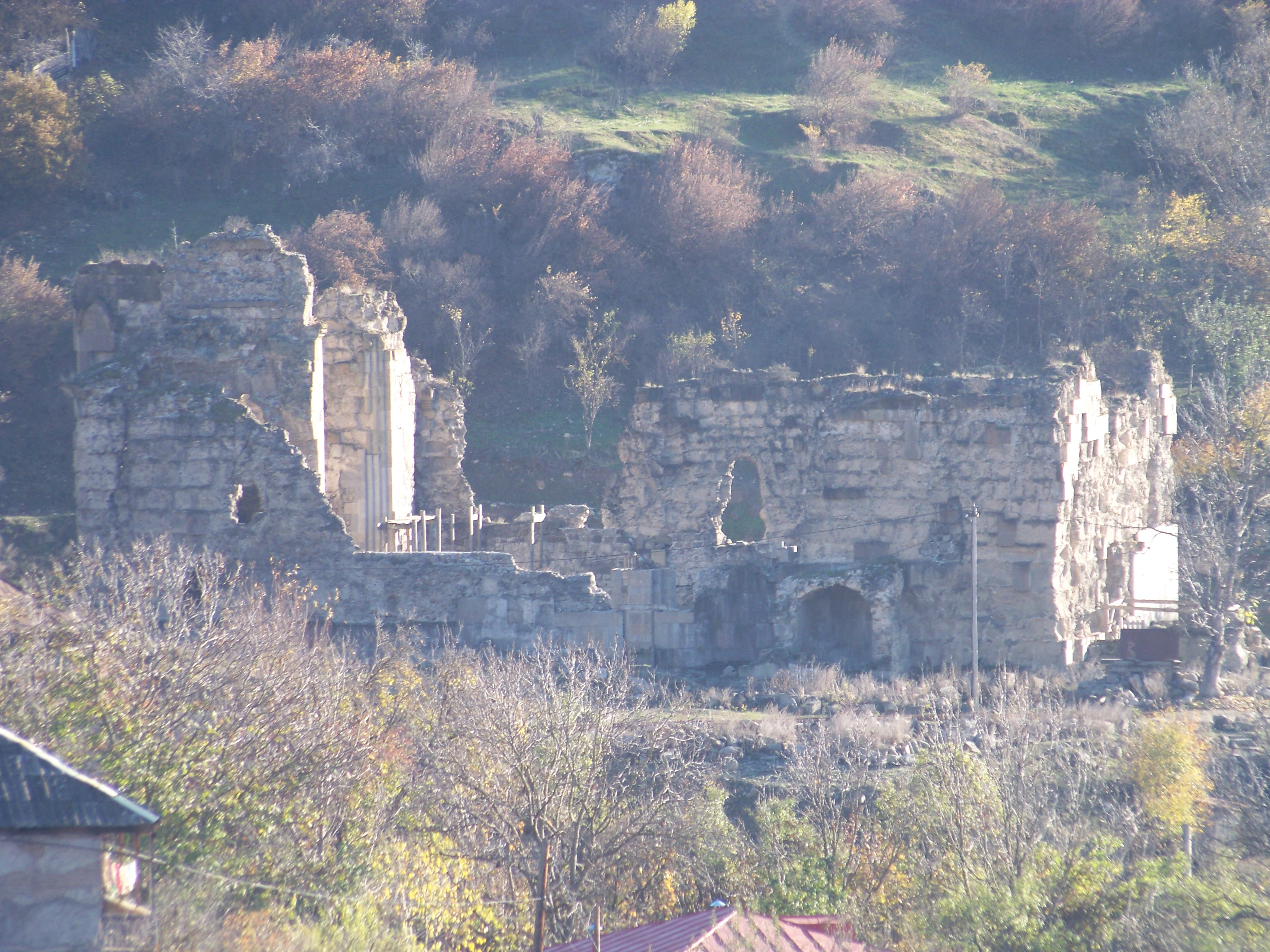
Ruinas de la catedral de Atskuri